# Teen Choice Awards 2014
Церемонія вручення молодіжної премії Teen Choice Awards 2014, що відбулася 10 серпня 2014 року в Shrine Auditorium у Лос-Анджелесі. Захід було спочатку заплановано провести в Pauley Pavilion, але він був затоплений в результаті пошкодження водопровідної труби. Захід транслювався на телеканалі Fox. Нагороди відзначили досягнення року в музиці, кіно, телебачення, спорті, моді, відеоіграх. Голосування за номінантів здійснюється молодіжною аудиторією віком від 13 до 19 років.

## Переможці та номінати

### Фільми
| Екшн | Найкращий актор: Екшн | Найкраща актриса: Екшн |
| --- | --- | --- |
| - Дивергент - На межі майбутнього - Ґодзілла - Чаклунка - Знаряддя смерті: Місто кісток | - Тео Джеймс, Дивергент - Джеймі Кемпбелл Бовер, Смертельна зброя: Місто кісток - Том Круз, На межі майбутнього - Келлан Латс, Геракл. Початок легенди - Марк Волберг, Вцілілий | - Шейлін Вудлі, Дивергент - Емілі Блант, На межі майбутнього - Лілі Коллінз, Смертельна зброя: Місто кісток - Ель Феннінг, Чаклунка - Анджеліна Джолі, Чаклунка |
| Драма | Найкращий актор: Драма | Найкраща актриса: Драма |
| - Винні зірки - Американська афера - Heaven Is For Real - Million Dollar Arm - Вероніка Марс | - Енсел Елгорт, Провина зірок - Бредлі Купер, Американська афера - Рассел Кроу, Ной - Джейсон Дорінг, Вероніка Марс - Джон Гемм, Million Dollar Arm | - Шейлін Вудлі, Провина зірок - Крістен Белл, Вероніка Марс - Сандра Буллок, Гравітація - Дженніфер Лоуренс, Американська афера - Емма Вотсон, Ной |
| Наукова фантастика | Найкращий актор: Наукова фантастика | Найкраща актриса: Наукова фантастика |
| - Голодні ігри: У вогні - Нова Людина-павук 2. Висока напруга - Перший месник: Друга війна - Тор 2: Царство темряви - Люди Ікс: Дні минулого майбутнього | - Джошуа Гатчерсон, Голодні ігри: У вогні - Кріс Еванс, Перший месник: Друга війна - Ендрю Гарфілд, Нова Людина-павук 2. Висока напруга - Кріс Гемсворт, Тор 2: Царство темряви - Ліам Гемсворт, Голодні ігри: У вогні                                                                                         | - Дженніфер Лоуренс, Голодні ігри: У вогні та Люди Ікс: Дні минулого майбутнього - Геллі Беррі, Люди Ікс: Дні минулого майбутнього - Скарлетт Йоганссон, Перший месник: Друга війна - Наталі Портман, Тор 2: Царство темряви - Емма Стоун, Нова Людина-павук 2. Висока напруга |
| Комедія | Найкращий актор: Комедія | Найкраща актриса: Комедія |
| - Інша жінка - Телеведучий: Легенда продовжується - Змішані - Шалений патруль - Академія вампірів | - Кевін Гарт, Шалений патруль - Вілл Ферелл, Телеведучий: Легенда продовжується - Ice Cube, Шалений патруль - Джонні Ноксвілл, Диваки 2: Дід-поганець - Адам Сендлер, Змішані | - Емма Робертс, Ми — Міллери - Крістіна Епплгейт, Телеведучий: Легенда продовжується - Дрю Беррімор, Змішані - Zoey Deutch, Академія вампірів - Кемерон Діас, Інша жінка |
| Найкращий лиходій | Найкращий поцілунок | Прорив року |
| - Дональд Сазерленд, Голодні ігри: У вогні - Майкл Фассбендер, Люди Ікс: Дні минулого майбутнього - Джеймі Фокс, Нова Людина-павук 2. Висока напруга - Келсі Греммер, Трансформери: Час вимирання - Кейт Вінслет, Дивергент                                   | - Шейлін Вудлі та Енсел Елгорт, Провина зірок - Скарлетт Йоганссон та Кріс Еванс, Перший месник: Друга війна - Дженніфер Лоуренс та Джошуа Гатчерсон, Голодні ігри: У вогні - Емма Робертс, Дженніфер Еністон та Вілл Поултер, Ми — Міллери - Емма Стоун та Ендрю Гарфілд, Нова Людина-павук 2. Висока напруга | - Енсел Елгорт, Дивергент та Провина зірок - Тео Джеймс, Дивергент - Елізабет Олсен, Ґодзілла (фільм, 2014) - Нікола Пелц, Трансформери: Час вимирання - Ваятт Расселл, Мачо і ботан 2                                                                                         |
| Хімія | Найкращий літній фільм | Найкращий актор літнього фільму |
| - Енсел Елгорт, Нат Волф та Шейлін Вудлі, Провина зірок - Кемерон Діас, Леслі Манн та Кейт Аптон, Інша жінка - Кріс Еванс та Ентоні Макі, Перший месник: Друга війна - Ice Cube та Кевін Гарт, Шалений патруль - Джона Гілл та Ченнінг Тейтум, Мачо і ботан 2 | - Мачо і ботан 2 - Світанок планети мавп - Earth to Echo - Геркулес - Think Like a Man Too - Трансформери: Час вимирання | - Ченнінг Тейтум, Мачо і ботан 2 - Джона Гілл, Мачо і ботан 2 - Двейн Джонсон, Геркулес - Мелісса Мак-Карті, Теммі - Марк Волберг, Трансформери: Час вимирання |

### Інтернет
| Найкраща вебзірка серед чоловіків | Найкраща вебзірка серед жінок                                                               |
| --- | ------------------------------------------------------------------------------------------- |
| - Кемерон Даллас - Коннор Франта - Джої Грасеффа - Шон Мендес - Тайлер Оклі - Трой Сіван                                                                                               | - Грейс Гельбіг - iJustine - Бетані Мота - Мішель Фан - Андреа Рассетт - Зоела              |
| Найкраща комедійна вебзірка | Найкраща вебзірка: музика                                                                   |
| - Ханна Гарт - Lohanthony - Дженн Макаллістер - Міранда Сінгс - Our2ndLife - Бріттані Луїза Тейлор                                                                                     | - Boyce Avenue - Cimorelli - Крістіна Гріммі - Megan and Liz - Шон Мендес - Ліндсі Стерлінг |
| Найкраща вебзірка: мода/краса | Найкраща вебзірка: ігри                                                                     |
| - Елль і Блер Фоулер - Банні Меєр - Бетані Мота - Інгрід Нільсен - Мішель Фан - Зоела                                                                                                  | - Джої Грасеффа - iHasCupquake - iJustine - PewDiePie - Тобі Тернер                         |
| Найкращий спільний вебпроект | Король соціальних мереж                                                                     |
| - Джек Баран, Ребекка Блек, Lohanthony, Ендрю Лоу та Дженн Макаллістер - Альфі Деєс та Аріана Ґранде - Ден Гауелл та Філ Лестер - JacksGap та PrankvsPrank - Тайлер Оклі та Трой Сіван | - Джастін Бібер - Ештон Кутчер - One Direction - Єн Сомерхолдер - Джастін Тімберлейк        |
| Королева соціальних мереж | Найкраща знаменитість у Twitter                                                             |
| - Lady Gaga - Кеті Перрі - Ріанна - Брітні Спірс - Тейлор Свіфт | - Джастін Бібер - Демі Ловато - One Direction - Кеті Перрі - Єн Сомерхолдер                 |
| Найкращий інстаграммер | Найкращий користувач Vine                                                                   |
| - Джастін Бібер - Майлі Сайрус - Селена Гомес - Ріанна - Тейлор Свіфт | - Кемерон Даллас - Метью Еспіноса - Jack & Jack - Шон Мендес - Леле Понс                    |
| Найвідданіші фанати |                                                                                             |
| - Fifth Harmony - Аріана Ґранде - Демі Ловато - One Direction - Тейлор Свіфт |                                                                                             |